# آندرس مهرینگ
آندرس مهرینگ (انگلیسی: Andrés Mehring؛ زادهٔ ۱۹ آوریل ۱۹۹۴) بازیکن فوتبال اهل آرژانتین است.
وی همچنین در تیم ملی فوتبال زیر ۲۰ سال آرژانتین بازی کرده است.